# Dave Ryding
James David (Dave) Ryding (Chorley (Lancashire), 5 december 1986) is een Britse alpineskiër. Hij vertegenwoordigde zijn vaderland op de Olympische Winterspelen 2010 in Vancouver, op de Olympische Winterspelen 2014 in Sotsji en op de Olympische Winterspelen 2018 in Pyeongchang.

## Carrière
Op de wereldkampioenschappen alpineskiën 2009 in Val-d'Isère eindigde Ryding als 41e op de reuzenslalom, op de slalom wist hij niet te finishen. In december 2009 maakte de Brit in Alta Badia zijn wereldbekerdebuut. Tijdens de Olympische Winterspelen van 2010 in Vancouver eindigde hij als 27e op de slalom en als 47e op de reuzenslalom.
In Garmisch-Partenkirchen nam Ryding deel aan de wereldkampioenschappen alpineskiën 2011. Op dit toernooi eindigde hij als 39e op de reuzenslalom, op de slalom wist hij de finish niet te bereiken. In november 2012 scoorde de Brit in Levi zijn eerste wereldbekerpunten. Op de wereldkampioenschappen alpineskiën 2013 in Schladming wist hij niet te finishen op de slalom. Tijdens de Olympische Winterspelen van 2014 in Sotsji eindigde hij als zeventiende op de slalom.
In Beaver Creek nam Ryding deel aan de wereldkampioenschappen alpineskiën 2015. Op dit toernooi wist hij de finish niet te bereiken op de slalom. In november 2016 behaalde de Brit in Levi zijn eerste toptienklassering in een wereldbekerwedstrijd. In januari 2017 stond hij in Kitzbühel voor de eerste maal in zijn carrière op het podium van een wereldbekerwedstrijd. Op de wereldkampioenschappen alpineskiën 2017 in Sankt Moritz eindigde Ryding als elfde op de slalom. Tijdens de Olympische Winterspelen van 2018 in Pyeongchang eindigde de Brit als negende op de slalom.

## Resultaten

### Olympische Winterspelen
| Jaar | Plaats      | Resultaten                   |
| ---- | ----------- | ---------------------------- |
| 2010 | Vancouver   | 27e Slalom 47e Reuzenslalom  |
| 2014 | Sotsji      | 17e Slalom                   |
| 2018 | Pyeongchang | 5e Landenwedstrijd 9e Slalom |
| 2022 | Peking      | 13e Slalom                   |

### Wereldkampioenschappen
| Jaar | Plaats                 | Resultaten                   |
| ---- | ---------------------- | ---------------------------- |
| 2009 | Val-d'Isère            | DNF Slalom 41e Reuzenslalom  |
| 2011 | Garmisch-Partenkirchen | DNF Slalom 39e Reuzenslalom  |
| 2013 | Schladming             | DNF Slalom                   |
| 2015 | Beaver Creek           | DNF Slalom                   |
| 2017 | Sankt Moritz           | 11e Slalom                   |
| 2019 | Åre                    | 9e Slalom 9e Landenwedstrijd |
| 2021 | Cortina d'Ampezzo      | DNF Slalom                   |
| 2023 | Courchevel-Méribel     | 13e Slalom                   |
| 2025 | Saalbach               | 6e Slalom                    |

### Wereldbeker
Eindklasseringen
| Seizoen   | Algm | SL  |
| --------- | ---- | --- |
| 2012/2013 | 136e | 51e |
| 2014/2015 | 99e  | 30e |
| 2015/2016 | 70e  | 22e |
| 2016/2017 | 23e  | 8e  |
| 2017/2018 | 34e  | 11e |
| 2018/2019 | 24e  | 9e  |
| 2019/2020 | 57e  | 13e |
| 2020/2021 | 37e  | 12e |
| 2021/2022 | 30e  | 8e  |
| 2022/2023 | 45e  | 16e |
| 2023/2024 | 29e  | 8e  |
| 2024/2025 | 45e  | 15e |

Wereldbekerzeges
| Datum           | Plaats    | Onderdeel |
| --------------- | --------- | --------- |
| 22 januari 2022 | Kitzbühel | Slalom    |